# Бедеро Валкувия
Бѐдеро Валку̀вия (на италиански: Bedero Valcuvia; на ломбардски: Bèder, Бедер) е село и община в Северна Италия, провинция Варезе, регион Ломбардия. Разположено е на 520 m надморска височина. Населението на общината е 666 души (към 2017 г.).